# Хопкинс, Джонс
Джонс Хо́пкинс или Го́пкинс (англ. Johns Hopkins; 19 мая 1795, округ Анн-Арандел, штат Мэриленд — 24 декабря 1873, Балтимор, штат Мэриленд) — американский предприниматель и филантроп.

## Биография
Был вторым из одиннадцати детей, рождённых в семье Самуэля Хопкинса (1759—1814) из Крофтона, штат Мэриленд, и Ханны Дженни (1774—1864), из округа Лаудон, штат Виргиния. Семейным делом было выращивание табака.
Хопкинсы были членами Религиозного общества Друзей (квакерами). Несмотря на это, семья Хопкинсов владела рабами до 1840 года. 12-летний Джонс был обязан работать на семейном предприятии, что мешало его учёбе. С 1806 по 1809 год он, вероятно, посещал местную бесплатную школу в округе Анн-Арандел, в современном Девидсонвилле, штат Мэриленд.
В 1812 году Хопкинс покинул плантацию родителей и перешёл на работу к своему дяде Джерарду Хопкинсу, занимавшемуся оптовой торговлей в Балтиморе. Живя с семьёй своего дяди, Джонс влюбился в двоюродную сестру Элизабет, однако табу квакеров на браки двоюродных родственников не позволили им заключить брак. Ни Джонс, ни Элизабет впоследствии не создали семьи.

## Занятия бизнесом
Первые успехи в бизнесе пришли к Хопкинсу, когда дядя поставил его во главе магазина (1812). Через семь лет работы с дядей Хопкинс ушёл к Бенджамину Муру, тоже квакеру. Это деловое партнëрство впоследствии также прекратилось, по мнению Мура причиной явилась склонность Хопкинса к накоплению капитала.
В 1819 году Хопкинс вместе с тремя своими братьями организовал торговое предприятие «Хопкинс и братья», торговавшее в долине Шенандоа из фургонов.
Большую часть своего состояния Хопкинс сумел собрать в результате разумных инвестиций во множество предприятий, в первую очередь в железные дороги Балтимора и Огайо, где он занимал руководящие посты с 1847 года. С 1855 года работал председателем Финансового комитета. Был также президентом Торгового банка, директором ряда других организаций. В 1847 году Хопкинс смог выйти на пенсию. В 1857 и 1873 году, используя собственные средства, Хопкинс выводил железную дорогу из долгов.
В 1996 году Джонс Хопкинс занял 69-ю строку в списке «сотни богатых от Бенджамина Франклина до Билла Гейтса».

## Университет Джонса Хопкинса
Университет Джонса Хопкинса был открыт 22 февраля 1876 года в городе Балтимор (штат Мэриленд, США); событие было приурочено к 100-летнему юбилею образования Соединённых Штатов и дню рождения первого президента США Джорджа Вашингтона. Первый президент университета, Дэниел Коит Гилман, в своей инаугурационной речи подчеркнул важность научных исследований и академического превосходства, что стало основой для будущего развития университета.
Университет Джонса Хопкинса занимает ведущие позиции в международных рейтингах. В 2013 году вуз занял 17-е место в Академическом рейтинге университетов мира и 15-е место в рейтинге THE.
Университет имеет кампусы и исследовательские центры в различных частях мира, включая Нанкин (Китай) и Болонью (Италия).

## Госпиталь Джонса Хопкинса
По завещанию Джонса Хопкинса был основан Госпиталь Джонса Хопкинса (в то время было самым крупным благотворительным наследством в истории Соединенных Штатов — $ 7 000 000 ~ 137 300 000 USD в 2013 году). По мысли Хопкинса, это учреждение должно было сочетать в себе лечение пациентов с преподаванием лечебного дела студентам и проведением научных исследований. Первоначальные планы устройства больницы были разработаны хирургом Джоном Шоу Биллингсом. Архитектурный проект выполнен Джоном Рудольфом Нирнзее и завершён Эдвардом Кларком Каботом из Бостонской фирмы Кабот и Чендлер. Открытие состоялось 7 мая 1889 года.